# Hans Olsson (ski alpin)
Pour les articles homonymes, voir Hans Olsson et Olsson.
Hans Anders Olsson, né le 27 août 1984 à Mora, est un skieur alpin suédois. Il est spécialiste des épreuves de vitesse et de combiné.

## Carrière
Membre du club de Mora, Hans Olsson commence sa carrière internationale dans des courses FIS en 2000 et fait ses débuts dans l'équipe nationale en 2003, année où il gagne sa première course.
En 2004, alors qu'il vient de devenir champion du monde junior de super G à Maribor, avec plus d'une seconde d'avance sur trois Canadiens, il fait alors ses débuts dans la Coupe du monde à Kvitfjell, où il ne rejoint pas l'arrivée. Il doit attendre décembre 2005 pour marquer ses premiers points en Coupe du monde (top 30), terminant treizième du super combiné de Val d'Isère. Il marque ses premiers points en vitesse à la descente de Lake Louise en novembre 2006. Deux semaines plus tard, il est notamment quatrième du super combiné de Reiteralm, son premier top dix en Coupe du monde. Irrégulier en vitesse jusque là, Olsson obtient deux podiums en descente durant la saison 2008-2009 (à Lake Louise, puis Åre, en Suède). En 2010, il se classe quatrième d'une descente à Kvitfjell, piste où même, il signe son ultime top dix en Coupe du monde en mars 2011 avec une sixième place en super G. Un an plus tard, il chute lourdement à La Thuile et se fait une fracture au tibia à la jambe droite.
Dans la Coupe d'Europe, qu'il dispute depuis fin 2003, il obtient son premier podium en 2005 en slalom indoor à Landgraaf, puis la première de ses six victoires en super combiné en mars 2007 à Santa Catarina.
Dans les Championnats du monde, il prend part à trois éditions entre 2007 et 2011, remportant la médaille d'argent par équipes en 2007 à Åre, ainis que la médaille de bronze dans cette épreuve en 2011 à Garmisch-Partenkirchen. Son meilleur résultat individuel est 17e au super combiné de Val d'Isère en 2009. Il compte aussi une sélection olympique en 2010 à Vancouver, où il conclut la descente au douzième rang.
Au niveau national, Olsson accumule onze titres de champion de Suède, dont sept en descente.
Il prend sa retraite sportive en 2015, marquant des points en Coupe du monde jusque lors de cette saison.

## Famille
Il est le frère d'un autre skieur Jon Olsson. Il est le partenaire de la skieuse alpine Maria Pietilä Holmner avec qui il vit à Åre.

## Palmarès

### Jeux olympiques d'hiver
| Épreuve / Édition | Descente | Super G | Super combiné |
| JO 2010 Vancouver | 12e      | Abandon | Abandon       |

### Championnats du monde
| Épreuve / Édition | Åre 2007 | Val d'Isère 2009 | Garmisch-Partenkirchen 2011 |
| Descente          | 23e      | Abandon          | 26e                         |
| Super G           | 21e      | 33e              | Abandon                     |
| Super combiné     | Abandon  | 17e              | Abandon                     |
| Par équipes       | Argent   |                  | Médaille de bronze, monde   |

### Coupe du monde
- Meilleur classement général : 37e en 2009.
- 2 podiums (en descente).

#### Classements détaillés
| Saison/Classement | Général | Descente | Super G | Combiné |
| Saison/Classement | Class.  | Class.   | Class.  | Class.  |
| ----------------- | ------- | -------- | ------- | ------- |
| 2006              | 97e     | -        | -       | 21e     |
| 2007              | 53e     | 45e      | 38e     | 8e      |
| 2008              | 71e     | 32e      | -       | 23e     |
| 2009              | 37e     | 12e      | -       | 44e     |
| 2010              | 47e     | 13e      | -       | 34e     |
| 2011              | 59e     | 31e      | 30e     | 19e     |
| 2012              | 68e     | 38e      | 29e     | 34e     |
| 2014              | 91e     | 42e      | 39e     | 51e     |
| 2015              | 124e    | 56e      | 58e     | 31e     |

### Championnats du monde junior
- Médaille d'or de la descente en 2004 à Maribor.

### Coupe d'Europe
- 2e du classement de combiné en 2007.
- 3e du classement de super G en 2011.
- 10 podiums, dont 6 victoires.

### Championnats de Suède
- 11 titres[3] :
  - Vainqueur de la descente en 2006, 2007, 2008, 2009, 2010, 2011 et 2014.
  - Vainqueur du super G en 2007, 2011 et 2014.
  - Vainqueur du super combiné en 2008.